# Марія Битомська
Марія Битомська (пол. Maria bytomska; до 1295 року — 15 грудня 1317) — королева Угорщини від шлюбу з Карлом I Угорським.
Вона була третьою дитиною і єдиною дочкою князя Казимира Битомського від його дружини Олени, походження якої невідоме, хоча пізніша історіографія схильна визнавати її дочкою Лева І Галицького з династії Романовичів.
Марія була першою або другою дружиною Карла I Роберта Анжуйського, короля Угорщини. Цей союз був бездітним, але в давній літературі стверджувалося, що у них було дві дочки. Про діяльність Марії як королеви Угорщини відомо небагато. Її шлюб з Карлом I Робертом зміцнив польсько-угорську угоду, спрямовану проти Богемського королівства, а також допоміг встановити тісні польсько-угорські відносини в XIV столітті, що відбилося на церковній кар'єрі в Угорщині братів Марії, Болеслава і Мєшко, а також пізніший третій шлюб Карла I Роберта з Єлизаветою Польською.

## Життя

### Народження
Точна дата народження Марії невідома. У 1306 році, коли вона стала дружиною Карла Роберта, сучасне канонічне право встановило, що мінімальний вік для вступу в шлюб повинен бути не менше 12 років; таким чином, вона народилася не пізніше 1294 року. Вона була першим членом сілезької гілки династії П'ястів на ім'я Марія; причини такої появи імені також невідомі. Серед дітей Казимира Битомського її зазвичай ставили на шосте й останнє місце, але вона могла навіть народитися як третя дитина.

### Королева
Інформація про весілля Марії та Карла I Роберта Угорського була показана в хроніці Яна Длугоша, який повідомив дві різні дати цієї події: 1306 і 1310 рр. Перша дата загальновизнана більшістю істориків: як доказ, перший відомий документ, який називав Марію королевою Угорщини, датований 23 червня 1306 р.; крім того, в офіційних угорських документах 1306 р. її прямо названо королевою. Нарешті, передбачається, що позичені 140 срібняків, вивезені близько 1305 року Казимиром Битомським, були використані для покриття витрат на весілля Марії та Карла I Роберта. В обох повідомленнях про весілля Длугош згадує про красу Марії, зазначаючи, що княжна Сілезьких П'ястів була «дуже вродливою дівчиною» і «дівчиною, яка славилася надзвичайною красою». Одруження відбулося, ймовірно, з ініціативи Владислава I Локетека (двоюрідного брата Маріїного батька), а роль свата грав її брат Болеслав, тодішній схоластик Краківський і князь Тошецький. Весільний обряд відбувався, ймовірно, в Битомі, на батьківщині нареченої. Після прибуття до Угорщини та відповідно до майже столітнього звичаю, Марія була коронована королевою Угорщини Бенедиктом Радом, єпископом Веспремським у Секешфегерварі.
Ця унія була зовнішнім вираженням зближення Польського та Угорського королівств, пов'язаного з переходом політики Анжуйського дому в тісні політичні відносини з Польщею. Крім того, Битомське князівство, тепер тісно пов'язане з античеською партією, могло вийти з феодальних відносин з Королівством Чехії. Завдяки своєму шлюбу Карл I Роберт також зміцнив свої позиції як конкурента на угорський престол проти Отто III Баварського, оскільки (як припускали історики) його дружина була тісно пов'язана з домом Арпадів: мати Марії Олена через свою матір була онукою короля Бела IV угорського. Становище Марії як королеви Угорщини також проклало шлях для подальшої кар'єри в угорській церкві її братів Болеслава (пізніше архієпископа Естергома) та Мєшка (пізніше єпископа Нітри та Веспрема).
Про роль Марії при угорському королівському дворі відомо небагато. Існує лише два документи, видані нею. Перший, від 1312 року, зберігся до наших днів разом з печаткою. Зміст другого, від 9 квітня 1313 року, відомий як підтвердження капітули в Секешфехерварі. На аверсі печатки зображено королеву Марію, яка сидить на троні з квітковим конвертом і літерами M та A з обох боків, а на звороті — звичний подвійний хрест і літери Angevin RI та A між її плечима. Літери з обох боків печатки складають ім'я королеви.
Марія померла 15 грудня 1317 року в Темешварі (нині Тімішоара, Румунія) і була похована в Королівському сховищі Секешфегервара, за повідомленнями Яна Длугоша, в базиліці Діви Марії. Польський хроніст підтверджує ці факти угорськими джерелами, але вони подають три різні дати смерті Марії: 1315, 1316 або 1317 рік. Третя дата тепер вважається остаточною завдяки документу, виданому Карлом I Робертом від 24 лютого 1317 року, в якому Марія все ще згадується як жива особа. Виниклі розбіжності щодо дати в документах у грамотах можна пояснити помилкою автора, який неправильно поставив останню цифру – замість MCCCXVII він написав MCCCXV і MCCCXVI. Зображення її похорону, розміщене на початку цієї статті, було мініатюрою Ілюстрованої хроніки, яка зараз зберігається в Національній бібліотеці в Будапешті.
Після смерті Марії Карл I Роберт одружився з Беатріс Люксембурзькою в 1318 році, яка померла наступного року під час пологів, і в 1320 році одружився з Єлизаветою Куявською, яка нарешті народила необхідних династії спадкоємців чоловічої статі.

## Родина
Союз Марії і Карла I Роберт був бездітним, ймовірно, через безпліддя королеви. Старіша література ж приписувала цьому союзу двох дочок:
1. Катерина (пом. 1355), у 1338 році стала дружиною герцога Генріха II Свідницького; їхня єдина дитина, Анна Свідницька, згодом стала імператрицею Священної Римської імперії від шлюбу з Карлом IV Люксембурзьким.
2. Єлизавета (пом. 19 серпня 1367 р.), дружина «Болеслава Опольського» (ймовірно, герцога Болеслава II Немодліна).[22]

Існування цих двох дочок як нащадків Марії Битомської, підтримане групою польських та іноземних істориків на чолі з генеалогом Влодзімєжем Дворжачеком, нещодавно було оскаржено та відкинуто істориками.
За життя Марії у її чоловіка народився позашлюбний син Коломан, який народився наприкінці 1317 або на початку 1318 року. Матір'ю була якась Гузе (або Елізабет) Чак, дочка Георга Чака. Цей син зробив церковну кар'єру і був єпископом Дьйору з 1337 по 1375 рік.